# Ultuna
För andra betydelser, se Ultuna (olika betydelser).
Ultuna är en stadsdel i Gottsunda distrikt i södra Uppsala och väster om Fyrisån. Betydelsen av platsnamnet är Ulls kultplats, och här dyrkade man den fornordiska guden Ull. På Ultuna finns idag främst Sveriges lantbruksuniversitet (SLU) med ett av sina campus. Här bedrivs utbildning främst av agronomer, veterinärer, djursjukskötare, biologer och landskapsarkitekter. På Ultuna finns även stor forskningsverksamhet. Bebyggelsen i stadsdelen, mellan Fyrisån och Dag Hammarskjölds väg, är omgiven av odlad mark och skog. Förutom Sveriges lantbruksuniversitet finns bland annat Statens veterinärmedicinska anstalt på Ultuna. Sedan 2015 avgränsar SCB här en tätort.
Ultuna är känt för att sedan 1933 (delat med Målilla, från 1947) ha ett svenskt värmerekord på +38 grader Celsius. Ultuna är även känt för Ultunameteoriten och för sitt järnåldergravfält med båtgravar. Olof Rudbeck d. ä. föreställde sig att Uppsala och Atlantis hamn legat här, teorier han lade fram i sin Atlantica.

## Historia
Ultunas förhistoria går tillbaka till ungefär 1000-talet f.v.t., då bronsåldersbönder bodde i de höga partierna av Ultuna. Vattenhöjden var då ungefär 15 meter högre än nu, varför endast de högre partierna var synliga. De första gravfälten låg på nuvarande Tyskbacken och de kommer från ungefär år 0, alltså romersk järnålder. Ultuna omtalas i skriftliga dokument första gången 1221, då Sankta Maria kyrka i Östra Aros innehade en gård i Ultuna. Senast 1316 hade även Uppsala domkyrka jord i Ultuna. Uppsala domkyrka 1497 tre och efter att ha bytt till sig ännu en gård 1525 fyra landbönder i Ultuna. 1540 omfattade byn ett mantal skatte, tre skatteutjordar, ett vanligt kyrkohemman och ett prästboställe samt 4 1/2 mantal tillhöriga biskopen.
Kyrkans jord kom under Gustav Vasa att dras in till staten, och sedan kungsladugården i Uppsala spelat ut sin roll inrättades här 1609 en ny kungsgård. Kungsgården kom dock främst att utarrenderas. 1622 var slottsfogden i Uppsala Engelbrekt Svensson arrendator, och 1661 övertog Gabriel Gabrielsson Oxenstierna arrendet. Oxenstierna beslöt att renovera byggnaderna, och uppdrog åt Olof Rudbeck d.ä. att som arkitekt rita en ny huvudbyggnad, färdigställd 1671. Rudbecks byggnad brann 1733, och ersattes 1774 av nuvarande huvudbyggnad.
Rudbeck ansåg att Ultuna varit en kungsgård och viktig hamnplats vid inloppet till Atlantis hjärtbygd. Han skriver Widh pass een half mijhl ifrån Upsala stadh... ...uppå een mycket angenäm och lustig ort är Ultuna belägen, som har i forna tijder warit een gammal konungzgårdh, såsom then och ännu i dag blifwer kallt, skall hafwa bekommit thetta sitt nampn eftter Uller, then Attins (Odens) son, som och eftter sin dödh blifwit uthi Upsala afgudatempel dyrkad för een gud iempte the twenne förnembliga och stoore afgudar, och förmenes hafwa haftt sitt säthe uppå Ulltuna gård... ... Och har widh Ultuna i forna tijder warit een förnemblig skeppzhambn, ther ännu tillfinnandes är öfwer 700 ättebackar....
De flesta av gravarna är idag borta, små rester finns kvar. Flera grävdes bort redan på Rudbecks tid, och båtgravarna grävdes bort på 1850-talet. Delar av föremålen togs tillvara, men mycket lite finns dokumenterat kring fyndomständigheterna.
Lantbruksinstitutet vid Ultuna inrättades 1848 och tog emot sina första lärlingar samma år. De första eleverna påbörjade sin utbildning 1849.

### Befolkningsutveckling
| Befolkningsutvecklingen i Ultuna 1950–2020                                                                                             | Befolkningsutvecklingen i Ultuna 1950–2020 | Befolkningsutvecklingen i Ultuna 1950–2020 | Befolkningsutvecklingen i Ultuna 1950–2020 | Befolkningsutvecklingen i Ultuna 1950–2020 |
| --- | ------------------------------------------ | ------------------------------------------ | ------------------------------------------ | ------------------------------------------ |
| |                                            |                                            |                                            |                                            |
| År |                                            |                                            | Folkmängd                                  | Areal (ha)                                 |
| 1950 | 1950                                       |                                            | 203                                        | ##                                         |
| 1960 | 1960                                       |                                            | 199                                        | ¤                                          |
| 2015 | 2015                                       |                                            | 455                                        | 120                                        |
| 2020 | 2020                                       |                                            | 2 062                                      | 132                                        |
| Anm.: utbruten ur tätorten Uppsala 2015 ## Som tätort/befolkningsagglomeration 1920–1950. ¤ Som tätortsbebyggelse med 150-199 invånare |                                            |                                            |                                            |                                            |